# Juan Orlando Hernández
Hernández  Alvarado est un nom espagnol. Le premier nom de famille, en général paternel, est Hernández ; le second, en général maternel, souvent omis, est Alvarado.
Juan Orlando Hernández Alvarado, né le 28 octobre 1968 à Gracias (Honduras), est un homme d'affaires et homme d'État hondurien, président de la République de 2014 à 2022.
Avocat de formation, il est élu député en 1997, puis président fin 2013 pour le Parti national du Honduras, réélu en 2017 après qu'un changement de la constitution du Honduras a autorisé en 2015 la possibilité d'effectuer deux mandats consécutifs de président. 
Il mène une politique socialement conservatrice, et économiquement néolibérale , sa présidence étant également marquée par une hausse de la corruption, lui-même faisant face à des accusations de pots-de-vin perçus de la part de narcotrafiquants.
Extradé aux États-Unis d'Amérique, il y est condamné en 2024 pour avoir participé à un trafic international de drogue, profitant de ses fonctions de président de la République pour en faciliter l'exportation vers les États-Unis depuis la Colombie, faisant de son pays une « autoroute de la drogue ».

## Carrière professionnelle
Il est avocat de formation. Solidement implanté dans le milieu des affaires, il possède une exploitation agricole, un hôtel, une radio et une chaîne de télévision.

## Débuts en politique
Il est élu pour la première fois député en 1997 et prend la présidence du Congrès national en 2010 après avoir soutenu le coup d’État contre Manuel Zelaya. Il obtient l'investiture du Parti national du Honduras pour l'élection présidentielle de 2013, à la suite d'un vote interne au cours duquel son rival l'accuse de fraudes. Il prend soin durant la campagne électorale de se démarquer du président sortant Porfirio Lobo, pourtant issu du même parti que lui mais au bilan économique peu flatteur.

## Élection présidentielle de 2013
Il est élu président de la République le 24 novembre 2013. Sa principale adversaire, Xiomara Castro, ne reconnaît toutefois pas les résultats annoncés par le Tribunal suprême électoral et son époux, l'ancien président Manuel Zelaya, appelle à manifester.

## Président de la République

### Exercice du pouvoir

#### Conservatisme sociétal
Sa présidence est marquée par une poussée de l'influence des organisations évangéliques conservatrices et de l'Opus Dei sur les décisions gouvernementales. La prière obligatoire en début de journée est instituée dans les écoles et dans certaines institutions comme la police et l'armée. Début 2021, l'interdiction totale de l'avortement et du mariage homosexuel est inscrite dans la Constitution, rendant très difficile une modification ultérieure de la législation.

#### Politique étrangère
Il est proche des États-Unis pendant la présidence de Donald Trump. Ce dernier le reçoit à la Maison Blanche le 25 septembre 2019 pour la signature d'un accord migratoire. 
Le magazine The Times of Israel définit Juan Orlando Hernández comme « l’un des alliés les plus fiables d’Israël » en Amérique latine. Le Honduras a déplacé à Jérusalem son ambassade en Israël (faisant suite à une décision analogue de Donald Trump), régulièrement soutenu Israël aux Nations unies et dans d’autres instances internationales et déclaré « organisations terroristes » le Hezbollah libanais et les groupes armés palestiniens.

#### Politique économique
Sur le plan économique, il fait adopter des réformes néolibérales conduisant à des privatisations dans les secteurs de l’énergie, de l’eau, de la sécurité sociale et du secteur minier. À partir de 2013, des Zones d’emploi et de développement économique (ZEDE) sont installées sur le territoire hondurien. Également connues sous l’appellation de « Villes modèles », ces zones permettent à des entreprises privées, généralement étrangères, de gérer comme elles l'entendent la main-d’œuvre et les terres en disposant de leurs propres police et administration judiciaire.

#### Accusations d’autoritarisme et de corruption
Ses opposants lui reprochent de se conduire de façon autoritaire pour avoir fait destituer quatre juges de la Cour suprême qui contestaient l'un de ses projets, et pour la création d'une police militaire chargée de lutter contre le trafic de drogues mais accusée de s'en prendre aussi aux militants des droits de l'homme et opposants politiques. Formée par les États-Unis, elle fait en outre l'objet de scandales de corruption.
Il est contesté en 2015 par des dizaines de milliers de manifestants réclamant sa démission à la suite d'un scandale de corruption impliquant des dirigeants de son parti,. Quelque 120 millions de dollars destinés à l’achat de médicaments ont été détournés des fonds de l’Institut hondurien de sécurité sociale (IHSS). À la suite d'un accord avec l'opposition pour mettre fin au mouvement de protestation, le gouvernement accepte la création de la Mission d’appui contre la corruption et l’impunité au Honduras (MACCIH), organisme placé sous l'autorité de l’OEA. Elle met en accusation des dizaines de députés, fonctionnaires et hommes d'affaires, mais est dissoute par les autorités en 2020,.

#### Bilan
Les douze années de pouvoir du Parti national (2010-2022) ont été marquées, d'après le quotidien Le Figaro, par une dégradation des conditions de vie de la population du fait d'une corruption généralisée au sein de l’État, de l'un des taux d'homicides les plus élevés de la planète et d'un taux de pauvreté dépassant 70 % ; une situation qui a provoqué une émigration massive vers les États-Unis.

### Élection présidentielle de 2017
À la suite d'une requête du Parti national, la Cour suprême supprime, le 23 avril 2015, les articles de la Constitution et du code pénal interdisant au président d'exercer un second mandat consécutif. Ces articles avaient été invoqués par le Parti national pour justifier la destitution du président Manuel Zelaya, accusé d'avoir envisagé de les supprimer. Le 12 mars 2017, Juan Orlando Hernández remporte la primaire du Parti national pour la présidentielle de 2017. Il devient le premier président sortant de l'histoire du Honduras à briguer sa réélection.
Les résultats de l'élection présidentielle le donnent en tête du scrutin avec 43 % des voix, mais l'élection est notamment contestée par Salvador Nasralla (41,4 %), candidat d'une coalition de gauche, qui dénonce des fraudes et un parti pris du Tribunal suprême électoral en faveur du président sortant. Devant les appels à manifester de l'opposition, Juan Orlando Hernández déclare l'état d'urgence. Une trentaine de manifestants sont tués et plus de 800 arrêtés. D'après l'ONU et la Commission interaméricaine des droits de l'homme, « beaucoup d'entre eux ont été transférés dans des installations militaires, où ils ont été brutalement battus, insultés et parfois torturés ».
Il est investi le 27 janvier 2018 pour un second mandat.

### Manifestations de 2019
En juin 2019, un projet de privatisations à la demande du FMI dans la santé et l'éducation conduit à d'importantes manifestations se caractérisant par des blocus. Le mouvement se poursuit en août.
Le 7 octobre, au cours du procès, l'ancien maire de El Paraíso et ancien narcotrafiquant Amilcar Alexander Ardón, affirme en tant que témoin que le narcotrafiquant mexicain El Chapo a donné un million de dollars à Juan Antonio afin de financer la campagne électorale de Juan Orlando.
Plusieurs centaines de personnes manifestent le 9 octobre à Tegucigalpa, la capitale du Honduras, pour demander la démission de Juan Orlando Hernández. Ils sont alors dispersés par la police. Une contre-manifestation de soutien au président Hernández réunit plusieurs milliers de personnes.
Le 18 octobre 2019, Juan Antonio Hernández Alvarado est déclaré coupable de trafic de drogue par un jury populaire d'un tribunal fédéral de New York. Alors que Juan Orlando Hernández critique le verdict, considérant le dossier comme vide, l'opposition appelle à des manifestations pour obtenir sa démission. Les manifestations et les concerts de casseroles durent à travers le mois d'octobre et le pays, et dégénèrent parfois en scènes de violence entre les manifestants et les policiers ou en pillages. Les manifestants exigent la démission de Juan Orlando Hernández et la tenue d'élections anticipées.

## Condamnation pour trafic de drogue
Le procès de Juan Antonio Tony Hernández Alvarado, ancien député et frère du président du Honduras Juan Orlando Hernández, arrêté à l'aéroport de Miami en novembre 2018, commence aux États-Unis le 2 octobre 2019. Celui-ci est accusé de trafic de drogue pour avoir exporté plusieurs tonnes de cocaïne vers les États-Unis, de possession d'armes, et d'être lié aux meurtres de deux narcotrafiquants rivaux en 2011 et 2013, ; le scandale devient politique quand le président Juan Orlando Hernández et son prédécesseur Porfirio Lobo sont soupçonnés d'avoir utilisé l'argent de la drogue pour financer leurs campagnes électorales de 2009 et 2013.
La justice américaine accuse Juan Orlando Hernández, en janvier 2021, d’être lié au narcotrafic. Le président hondurien aurait accepté des pots-de-vin de narcotrafiquants, protégeant en échange leurs activités.
Le 7 février 2022, le secrétaire d'État des États-Unis Antony Blinken annonce qu'il figure sur une liste de dirigeants politiques corrompus depuis juillet 2021. Le 14 février, la justice américaine demande son extradition. Il se rend à la police hondurienne qui a émis un mandat d'arrêt à son encontre le 15 février, alors que sa maison est quadrillée par 600 policiers et des manifestants. Un cousin de l'ancien président est arrêté le 19 février alors qu'il tentait de déplacer des valises contenant de fortes sommes d'argent en liquide.
Le 8 mars 2024, il est reconnu coupable de trafic international de drogue par un jury fédéral situé à New York, et encourt la prison à vie. Selon les procureurs fédéraux, il aurait mis en place un véritable narco-état durant les huit années de sa présidence en percevant des pots-de-vin en échange de « la protection de trafiquants contre des extraditions et de la sécurisation, par une assistance militaire, policière et judiciaire, du transport de la drogue en provenance de Colombie et destinée au marché américain ».
Le 26 juin 2024, il est condamné à 45 ans de prison pour trafic de drogue et à une amende de 8 millions de dollars.